# Clapton F.C.
Clapton FC là một câu lạc bộ bóng đá có trụ sở tại Forest Gate, East London, Anh. Đội bóng hiện thi đấu tại Eastern Counties League Division One South và có sân nhà ở Terence McMillan Stadium, Plaistow.

## Danh hiệu
- Isthmian League
  - Nhà vô địch các mùa giải 1910–11, 1922–23[2]
  - Nhà vô địch Division Two mùa giải 1982–83[2]
- Essex Senior League
  - Nhà vô địch Gordon Brasted Memorial Trophy mùa giải 2016[3]
- FA Amateur Cup
  - Nhà vô địch các mùa giải 1906–07, 1908–09, 1914–15, 1923–24, 1924–25[2]
- London Senior Cup
  - Nhà vô địch các mùa giải 1888–89, 1908–09, 1910–11
- Essex Senior Cup
  - Nhà vô địch các mùa giải 1890–91, 1924–25, 1925–26, 1954–55, 1983–84[2]
- Middlesex Senior Cup
  - Nhà vô địch mùa giải 1888–89
- Essex Senior Trophy
  - Nhà vô địch mùa giải 1988–89
- Essex Thames Side Trophy
  - Nhà vô địch các mùa giải 1982–83, 1983–84
- AFA Invitational Cup
  - Nhà vô địch các mùa giải 1965–66, 1970–71 (đồng vô địch)
- London Charity Cup
  - Nhà vô địch các mùa giải 1898–99, 1899–1900, 1901–02, 1902–03, 1923–24
- West Ham Charity Cup
  - Nhà vô địch các mùa giải 1889–90, 1903–04, 1906–07, 1907–08, 1922–23,  1924–25, 1925–26
- London Junior Cup
  - Nhà vô địch các mùa giải 1887–88, 1892–93, 1907–08
- London County Amateur Cup
  - Nhà vô địch các mùa giải 1908–09, 1909–10, 1910–11
- Liege Tournament
  - Nhà vô địch Joint mùa giải  1923–24
- Worthing Charity Cup
  - Nhà vô địch mùa giải 1926–27
- W J Collins Trophy
  - Nhà vô địch mùa giải 1968–69
- Visitors' Trophy 
  - Nhà vô địch Joint mùa giải  1968–69
- Lee Rackett Memorial Trophy
  - Nhà vô địch các mùa giải 1972–73, 1984–85
- John Ullman Trophy
  - Nhà vô địch mùa giải 1990–91
- Ilford Hospital Cup
  - Nhà vô địch mùa giải 1908–09

## Thống kê
- Thành tích tốt nhất tại FA Cup: Vòng ba mùa giải 1925–26
- Thành tích tốt nhất tại FA Trophy: Vòng loại thứ hai các mùa giải 1980–81, 1983–84
- Thành tích tốt nhất tại FA Vase: Vòng hai các mùa giải 1989–90, 1992–93, 2003–04
- Kỷ lục khán giả đến sân: 12,000 người trong trận đấu với Tottenham Hotspur, FA Cup mùa giải 1898–99.[4]